# Christophe Ernest de Baillet
Christophe Ernest de Baillet (Latour, 1 september 1668 - Brussel, 2 juni 1732) was een Zuid-Nederlands ambtenaar en magistraat.
Hij werd in 1669 door Karel II benoemd tot lid van de Raad van Luxemburg, het hoogste rechtscollege van het hertogdom Luxemburg. Vervolgens werd hij in 1704 lid van de Grote Raad van Mechelen, en later procureur-generaal (1706) en president van diezelfde Raad (1716).
Na het herstel van de Collaterale Raden werd hij in 1718 lid van de Raad van State en in 1721 president van de Geheime Raad.
Omwille van zijn verdiensten, vooral in het behendig bedwingen van het oproer van 1718, verhief keizer Karel VI hem in 1719 tot graaf.
Hij was getrouwd met Anne-Sophie Martiné. In de hoge ambten in dienst van de vorst werd hij opgevolgd door zijn zoon François-Joseph de Baillet (ca. 1700-1748), die echter niet zo succesvol was. Nadat hij licentiaat in de rechten was geworden (Universiteit van Leuven) werd hij in 1727 schout van Antwerpen. De hogere administratie vond dat hij het niet goed deed en wilde hem weg. Dankzij steun van verwanten werd hij in 1743 benoemd tot kanselier van Gelderland. Hij was getrouwd met Catherine Stier. Het paar bleef kinderloos.